# Lafe (Arkansas)
Lafe es un pueblo ubicado en el condado de Greene en el estado estadounidense de Arkansas. En el Censo de 2010 tenía una población de 458 habitantes y una densidad poblacional de 84,29 personas por km².

## Geografía
Lafe se encuentra ubicado en las coordenadas 36°12′33″N 90°30′16″O / 36.20917, -90.50444. Según la Oficina del Censo de los Estados Unidos, Lafe tiene una superficie total de 5.43 km², de la cual 5.43 km² corresponden a tierra firme y (0%) 0 km² es agua.

## Demografía
Según el censo de 2010, había 458 personas residiendo en Lafe. La densidad de población era de 84,29 hab./km². De los 458 habitantes, Lafe estaba compuesto por el 99.34% blancos, el 0% eran afroamericanos, el 0% eran amerindios, el 0% eran asiáticos, el 0% eran isleños del Pacífico, el 0.22% eran de otras razas y el 0.44% pertenecían a dos o más razas. Del total de la población el 1.31% eran hispanos o latinos de cualquier raza.